# St. Peter in der Au
St. Peter in der Au é um município da Áustria localizado no distrito de Amstetten, no estado de Baixa Áustria.